# Afshari
Gli Afshari, chiamati anche Awshar o Afşar, sono un gruppo facente parte degli Oghuz. Queste tribù Oghuz, originariamente nomadi, si trasferirono dall'Asia centrale e si insediarono inizialmente in quello che oggi è l'Azerbaijan iraniano, nella Repubblica di Azerbaigian e nella Turchia orientale. Successivamente alcuni di loro furono trasferiti, dalla dinastia safavide, a Khorasan, Kerman e Mazandaran. Oggi sono variamente raggruppati come una branca degli azerigreat-soviet-encyclopedia e dei Turkmeni o turcomanni.
Afshari, in Iran, sono un grande gruppo nomade, con tribù nell'Anatolia, nord dell'Iran e Azerbaigian. Essi furono la fonte delle dinastie degli Afsharidi e Karamanidi, e dei khanati di Baku, Zanjan Khalkhale e Urmia.
Nadir Shah, che divenne scià di Persia nel 1736, proveniva dall'etnia dei  Qirkhli (in persian قرخلو), tribù degli Afshari.
In Turchia gli Afshari vivono, per la maggior parte, a Sarız, Tomarza e Pınarbaşı della provincia di Kayseri, oltre che in diversi villaggi delle province di Adana, Kahramanmaraş e Gaziantep.

## Afshari in Turchia
La maggior parte degli Afshari che vivono in Turchia sono discendenti di coloro che emigrarono dall'Iran dopo la caduta di Nadir Shah. Questo è accennato in una delle poesie di Dadaloğlu, famoso bardo degli Afshari, durante la resistenza degli Afshari contro gli insediamenti forzati nell'Impero ottomano:
Nadir Şah'tan gelir soyum.»
Discendente da Nadir Shah è il mio lignaggio.»
(Dadaloğlu)
(Kabaktepe è il mio villaggio natale, 

Discendente da Nadir Shah è il mio lignaggio)
Mentre Afshari erano rimasti nomadi e mantennero il loro stile di vita degli Oghuz, gli insediamenti forzati li costrinsero ad adottare uno stile di vita stabile. Una resistenza contro gli ottomani, sotto la guida spirituale del bardo Dadaloğlu e del signore locale Afshar Kozanoğlu, si dimostrò inutile.